# Мравалдзали
Мравалдзали (груз. მრავალძალი) — село в Грузии, на территории Онского муниципалитета края (мхаре) Рача-Лечхуми и Нижняя Сванетия.

## География
Село находится в северной части Грузии, на северном склоне Рачинского хребта, к югу от реки Риони, на расстоянии приблизительно 10 километров (по прямой) к юго-западу от города Они, административного центра муниципалитета. Абсолютная высота — 1782 метра над уровнем моря.

## Население
По результатам официальной переписи населения 2014 года, в Мравалдзали проживало 7 человек (4 мужчины и 3 женщины). В национальной структуре населения грузины составляли 100 %.
| Год  | Население, человек |
| ---- | ------------------ |
| 2002 | 19                 |
| 2014 | ↘ 7                |